# Nicole Immig
Nicole Immig ist eine deutsche Historikerin mit dem Schwerpunkt Südosteuropa und dem östlichen Mittelmeerraum. Sie interessiert sich dabei besonders für Migrationsforschung und Einflüsse des Osmanischen Reiches bis hin zum Ersten Weltkrieg sowie Visual History. Seit April 2022 ist sie Professorin für Südosteuropäische Geschichte an der Justus-Liebig-Universität Gießen.

## Werdegang
Nach ihrem Abitur 1993 in Oberursel studierte sie Mittlere und Neue Geschichte, Byzantinistik, Neugriechische Philologie und Politikwissenschaft in Frankfurt am Main, Köln und Athen. Ihr Studium schloss sie 2002 mit einer Magisterarbeit bei Jost Dülffer zum Thema Die Smyrna-Frage in der Internationalen Politik 1919 - 1923 ab. Anschließend arbeitete Immig einige Jahre als wissenschaftliche Reiseleiterin für Reiseziele im südöstlichen Europa. Im Jahr 2013 promovierte sie an der FU Berlin mit einer Arbeit über Muslime in Griechenland zwischen 1878 und 1897. Danach war sie Postdoktorandin an der Universität Jena, wo sie bei Joachim von Puttkamer mit einer Arbeit zum Türken- und Osmanenbild in Griechenland zwischen 1821 und 1930 habilitierte. Nach einem Semester als Lehrbeauftragte an der Goethe-Universität erhielt sie eine Assistenz-Professur an der Boğaziçi Üniversitesi in Istanbul. Dort forschte Immig zur Visual History des Ersten Weltkrieges im südöstlichen Europa. Ab 2020 vertrat sie die Professur für Südosteuropäische Geschichte an der Universität Gießen, die sie zum April 2022 offiziell übernahm.
Seit 2018 ist Immig Mitherausgeberin des Bulletin de Correspondance Hellénique Moderne et Contemporain, welches Themen der Neueren und Zeitgeschichte Griechenlands behandelt.
Des Weiteren arbeitet sie zusammen mit LevelUp, einem Entwicklerteam von digitalen Serious Games an der Universität Gießen, am Computerspiel Merchants of Istanbul, welches sich derzeit noch in der Entwicklung befindet. Dort begleiten Spielende eine europäische Karawane der Frühen Neuzeit durch den osmanischen Balkanraum nach Istanbul. Die Alpha-Version des Spiels wurde im Dezember 2024 veröffentlicht.

## Publikationen

### Monografien
- Nicole Immig: Zwischen Emigration und Partizipation: Muslime in Griechenland 1878-1897 (= Balkanologische Veröffentlichungen. 62). Harrassowitz Verlag, Wiesbaden 2015, ISBN 978-3-447-10448-7.

### Aufsätze (Auswahl)
- Nicole Immig: The history of the Balkan policy of the Allies is a series of intangible mistakes: Ernst von Falkenhausen and his perceptions of the Balkan Front. In: M. Llewellyn-Smith, V. Gounaris, Y. Stefanidis: The Macedonian Front 1915-1918. Politics, Society and Culture in Time of War. London 2002, ISBN 978-0-429-33108-4, S. 184–190.
- Nicole Immig: Urban Encounters: The Greek City of Salonica in the First World War. In: Santanu Das,  Anna Maguire,  Daniel Steinbach (Hrsg.): Colonial Encounters in a time of global conflict, 1914-1918, London 2021, ISBN 978-1-138-08210-6, S. 57–78.
- Nicole Immig: Griechenland als Ein- und Auswanderungsland(?): Perspektiven der Historischen Migrationsforschung. in: Südosteuropa Mitteilungen 2020, Heft 4, S. 27–37.